# Offtopic
Offtopic is een term die vaak in nieuwsgroepen, op forums en op wiki's gebruikt wordt. Het is een Engelse term die kan worden vertaald als buiten het onderwerp. De term wordt ook offline gebruikt.
Wanneer er op het internet in een bepaald onderwerp (thread, wikipagina) over andere zaken dan de kern van dat onderwerp wordt gesproken is dat offtopic. Afhankelijk van de bedoeling (zakelijke verhandeling of discussie, of gezellig praten over koetjes en kalfjes) kan dit als irritant gezien worden omdat het topic daardoor onoverzichtelijk wordt.
Offtopic gaan kan bijvoorbeeld gebeuren als in een discussie zijdelings iets ter sprake komt en een of meer deelnemers daar dan op doorgaan in plaats van zich op het hoofdonderwerp te (blijven) richten. Dit kan per ongeluk gebeuren, of bewust op de koop toe genomen worden omdat het soms handiger is dan een nieuw topic te starten.
De tegenhanger van offtopic is ontopic. Dit zijn bijdragen die wel passen binnen het onderwerp.